# Alzgern
Alzgern ist ein Gemeindeteil der Stadt Neuötting im oberbayerischen Landkreis Altötting (Bayern). Das Pfarrdorf Alzgern liegt östlich von Neuötting zwischen Inn und Alz auf einer Höhe von 472 m ü. NN.

## Geschichte
Die Gegend um Alzgern war bereits durch die Kelten, Römer und Bajuwaren besiedelt. Die alte Pfarrei Alzgern wurde 1228 dem Kollegiatstift Altötting inkorporiert, der Ort selbst wurde 1268 erstmals urkundlich erwähnt. Bis gegen Ende des 18. Jahrhunderts hieß der Ort Sandmareinkirchen im Alzgern. Mit der Säkularisation in Bayern 1803 wurde Alzgern wieder Sitz einer selbstständigen Pfarrei. 1818 wurde die politische Gemeinde Alzgern durch das zweite Gemeindeedikt begründet. Die Eingemeindung in die Stadt Neuötting erfolgte am 1. Juli 1971.
Die 35 Gemeindeteile der Gemeinde Alzgern waren Alzberg, Alzgern, Bemberg, Bremsthal, Erber, Fading, Gasteig, Gießübel, Holzmann, Jaubing, Kainzberg, Kohlstatt, Kuhbauer, Lehneck, Lohner, Maierhof, Mitterhausen, Mitterlehen, Mittling,  Obereschelbach, Oed, Ortfischer, Pfaffenöd, Reitmann, Riedergütl, Roja, Sankt Johann, Schwepfing, Sigl, Sporneck, Stockmann, Stög, Straß, Untereschelbach und Winkl, die Gemeindefläche betrug gut 2031 Hektar.

## Sehenswürdigkeiten
Die Pfarrkirche Maria Himmelfahrt ist ein romanischer Bau des 13. Jahrhunderts, der im 15. Jahrhundert gotisch verändert wurde. Beim Umbau 1788 erhielt die Kirche eine Rokokoausstattung.

## Sonstiges
Die römisch-katholische Ordensgemeinschaft der Legionäre Christi verlegte 2014 ihr Noviziat nach Alzgern in die ehemalige Hotelberufsfachschule Bavaria. Entsprechende Zustimmungen wurden durch den Stadtrat von Neuötting und durch das Bistum Passau erteilt. Das Gebäude dient zudem der Ordensgemeinschaft als Einkehrtagshaus für die Ordensmitglieder der gesamten Provinz West- und Mitteleuropa (Deutschland, Österreich, Irland, Frankreich, Holland, Schweiz, Polen und Ungarn). Die feierliche Einweihung fand am 28. Juni 2014 mit ca. 1.000 Gästen durch Bischof Stefan Oster SDB statt.

## Vereine
- Pfarrcaritas Neuötting-Alzgern e. V.
- Pfarrjugend Alzgern
- Gartenbauverein Alzgern
- Feuerwehr Alzgern
- Frauen- und Mütterverein Alzgern
- Krieger- u. Soldatenkameradschaft Alzgern
- Marian.Männerkongregation Alzgern
- Kellerschützen Alzgern
- Sportverein Alzgern

## Persönlichkeiten
- Johann Baptist Huber (1892–1942), katholischer Geistlicher und Widerstandskämpfer gegen den Nationalsozialismus